# Tengeri (Hungria)

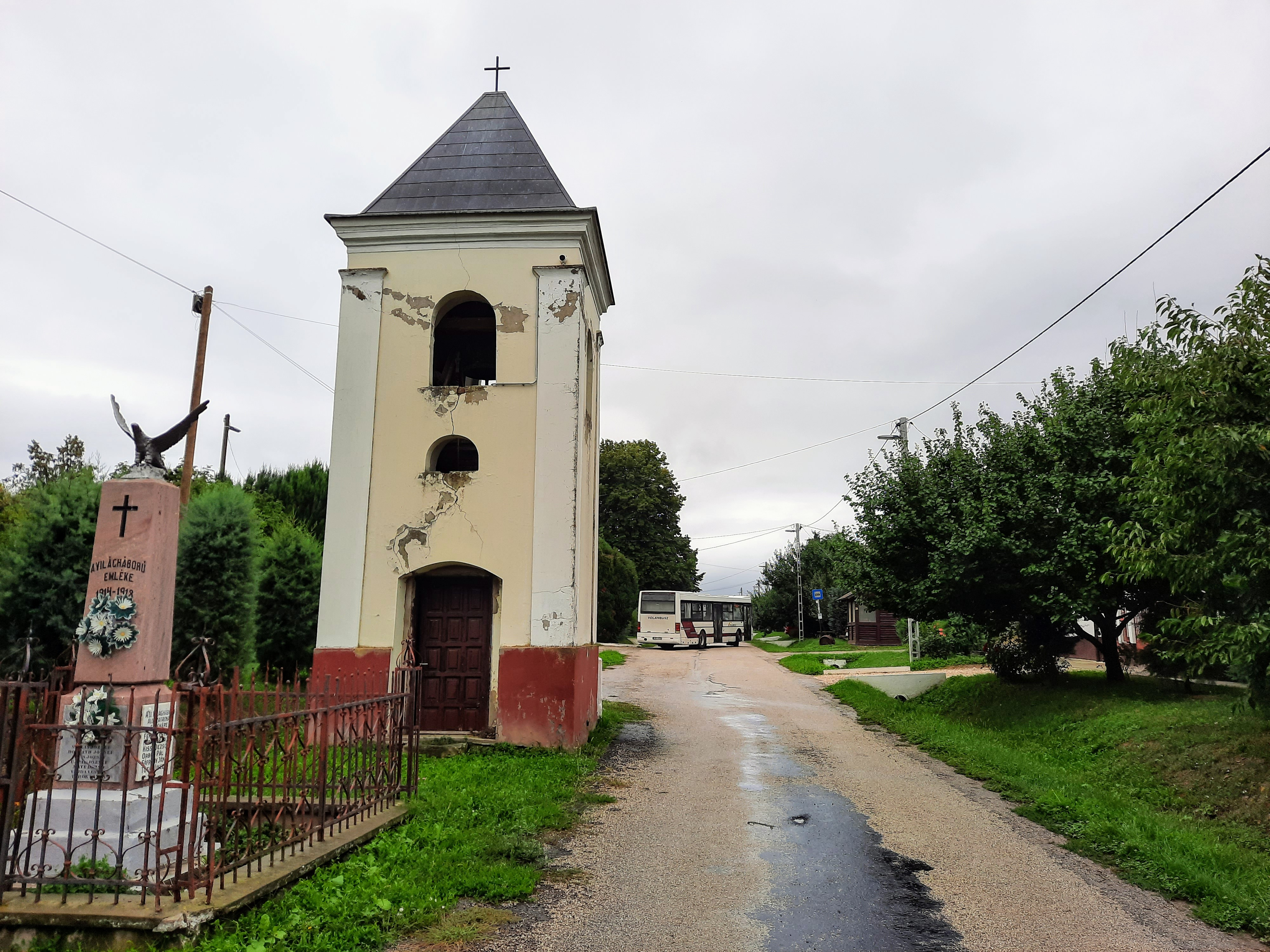
Tengeri é um pequeno municipio com caracteres campestres, como mostrado pela imagem.

Tengeri é um município da Hungria, situado no condado de Baranya. Tem 4,46 km² de área e sua população em 2019 foi estimada em 45 habitantes.